# Hîrdalan
Hîrdalan este un oraș din raionul Absheron, Azerbaidjan. Orașul este situat în partea de vest a Peninsulei Absheron, la 5 kilometri nord-vest de Baku. La 2 octombrie 2006, Milli Majlis din Azerbaidjan a luat o decizie privind acordarea lui Khirdalan statutul de oraș, iar pe 30 noiembrie, președintele Azerbaidjanului, Ilham Aliyev, a semnat un decret privind aplicarea legii „privind atribuirea statutului de oraș satului Khirdalan din regiunea Absheron”.